# Jan Hencz
Jan Hencz (ur. 13 sierpnia 1946 w Łodzi, zm. 25 września 2010 tamże) – polski aktor teatralny, filmowy i telewizyjny, także wielokrotny asystent reżysera w teatrze.

## Życiorys

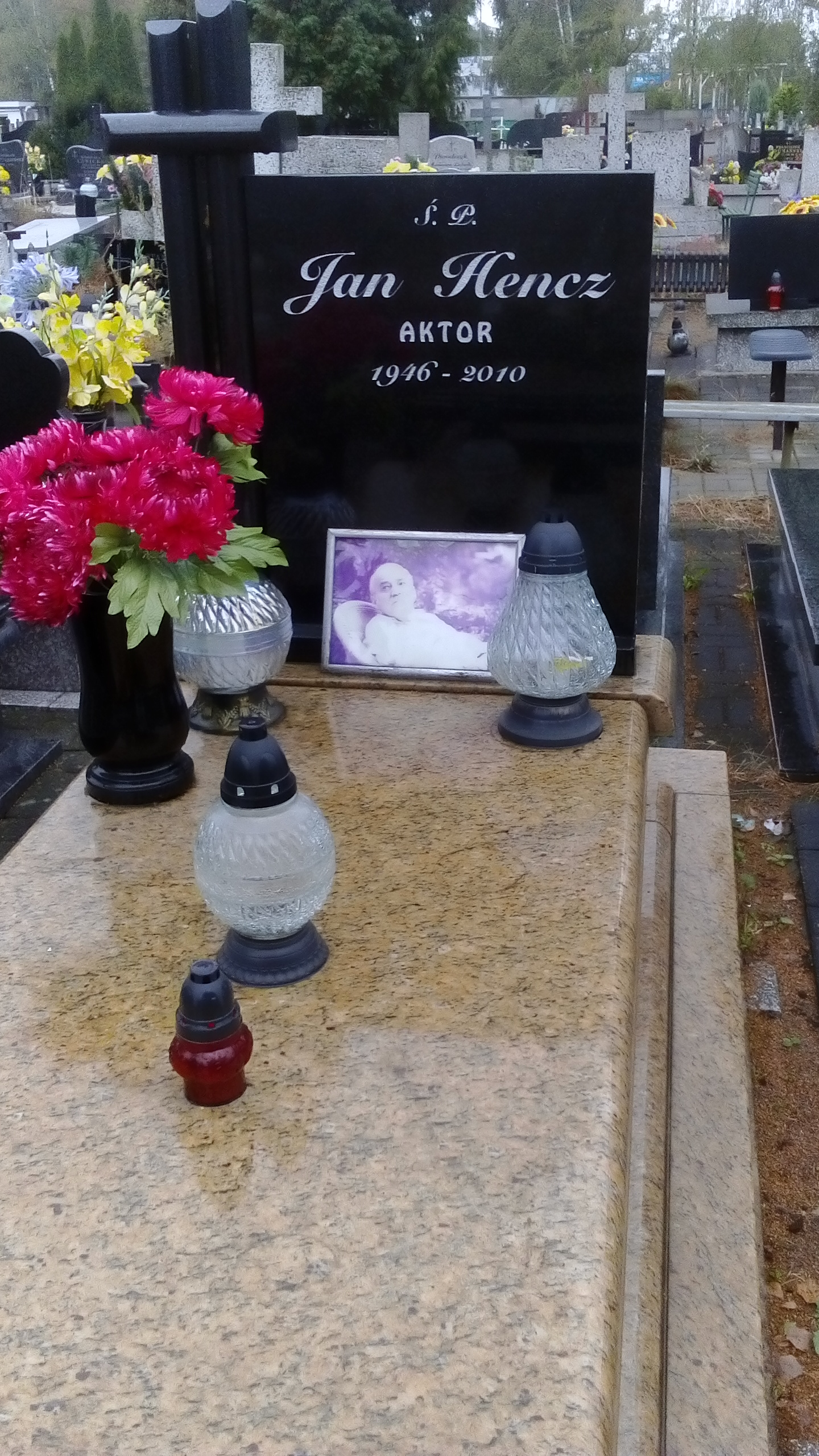
Nagrobek Jana Hencza

W 1972 roku ukończył studia na Wydziale Aktorskim krakowskiej PWST. W tym samym roku, 10 września, zadebiutował w teatrze tytułową rolą w spektaklu Mistrz Piotr Pathelin wyreżyserowanym przez Jerzego Merunowicza.
W latach 1972–1974 związany był z Teatrem Ziemi Opolskiej, następnie przez rok był aktorem Teatru im. Wojciecha Bogusławskiego w Kaliszu. Do Opola powrócił w 1975, angażując się do tamtejszego Teatru im. Jana Kochanowskiego. Od 1979 do śmierci był aktorem łódzkiego Teatru im. S. Jaracza.
W 1979 roku za rolę Błażeja w Gwałtu, co się dzieje! Aleksandra Fredry otrzymał wyróżnienie na V Opolskich Konfrontacjach Teatralnych.
W 1980 roku zadebiutował w filmie. Była to drugoplanowa rola redaktora Romanowskiego w filmie Ćma Tomasza Zygadły. Od tej pory zagrał ponad 60 ról w filmach i serialach. W ostatnich latach swojego życia grał jedną z głównych ról w serialu Barwy szczęścia.
Zmarł w nocy z 24 na 25 września 2010 roku w rodzinnej Łodzi, gdzie został pochowany na cmentarzu rzymskokatolickim przy ul. Szczecińskiej.

## Spektakle teatralne (wybór)[2]
- 1972: Mistrz Piotr Pathelin jako Piotr Pathelin (reż. J. Merunowicz)
- 1974: Rachunek nieprawdopodobieństwa jako Marek (reż. Mariusz Dmochowski)
- 1974: Balladyna jako Grabiec, Gralon (reż. Bogdan Hussakowski)
- 1974: Kubuś Fatalista jako Chirurg, Pan Le Pelletièr, Kramarz, Doktór zamkowy (reż. Witold Zatorski), także asystent reżysera
- 1975: Beatrix Cenci jako Fabrycy (reż. Maja Wachowiak), także asystent reżysera
- 1977: Protokół pewnego zebrania jako Wiktor Czernikow (reż. Zbigniew Mich)
- 1979: Gwałtu, co się dzieje! jako Błażej (reż. B. Hussakowski)
- 1980: Fenomeny jako Prochorow (reż. Jerzy Hutek), także asystent reżysera
- 1981: Grenadier-król jako hrabia Pociej (reż. Jerzy Hutek), także asystent reżysera
- 1981: Jak wam się podoba jako Probierczyk (reż. B. Hussakowski)
- 1983: Opiekun mojej żony jako Caponot (reż. Włodzimierz Nurkowski), także asystent reżysera
- 1986: Ferdydurke jako profesor Pimko (reż. Bogdan Hussakowski)
- 1988: Samobójca jako Wiktor Wiktorowicz (reż. Marcel Kochańczyk), także asystent reżysera
- 1989: Kapelusz pełen deszczu jako Matka (reż. T. Zygadło)
- 1991: Mechaniczna pomarańcza jako Da Silva (reż. Feliks Falk)
- 1993: Mein Kampf jako Leopold / Himmlischst (reż. T. Zygadło)
- 1993: Dybuk jako Meir (reż. Waldemar Zawodziński)
- 1993: Wesele Figara jako Antonio (reż. Anna Augustynowicz)
- 1994: Iwona, księżniczka Burgunda jako Walenty (reż. Ewa Mirowska)
- 1995: Klątwa jako Dzwonnik (reż. W. Zawodziński)
- 1997: Sen nocy letniej jako Piotr (reż. W. Zawodziński)
- 2000: Czarownice z Salem jako Giles Corey (reż. Remigiusz Brzyk), także asystent reżysera
- 2001: Romeo i Julia jako Piotr (reż. W. Zawodziński)
- 2007: Poskromienie złośnicy jako Gremio (reż. W. Zawodziński), także asystent reżysera
- 2007: Wyzwolenie jako Montażysta/Robotnik (reż. W. Zawodziński)
- 2007: Dybuk jako Meir (reż. Mariusz Grzegorzek)

## Filmografia (wybór)[3]
- 1980: Olimpiada ’40 jako starszy grupy Belgów
- 1981: Vabank jako policjant w cywilu
- 1983: Austeria jako Pritsch
- 1983: Co dzień bliżej nieba jako wychowawca Piotra w internacie
- 1984: Alabama jako asystent
- 1985: Głód jako uczestnik uczty
- 1986: Kryptonim „Turyści” jako mężczyzna obserwujący Wdowiaka w zoo (odc. 2)
- 1987: Między ustami a brzegiem pucharu jako Sperling
- 1988: Powrót do Polski jako podporucznik Mieczysław Paluch
- 1988: Pomiędzy wilki jako polski oficer na przyjęciu w Waszyngtonie
- 1989: Wiatraki z Ranley jako oficer w wieży kontroli lotów
- 1991: Cynga jako Osipow
- 1993–2000: Mordziaki jako dozorca
- 1994: Tu stoję... jako lekarz na OIOM-ie
- 1995: Ekstradycja jako oficer UOP zabity przez goryli „Bossa"
- Klan jako sędzia (gościnnie)
- 1998–2000: Syzyfowe prace jako sekretarz
- 2000: Syzyfowe prace jako sekretarz
- 2002: Na dobre i na złe jako złodziej „Mamut” (gościnnie)
- 2005: Kryminalni jako Mikołaj Wilk (gościnnie)
- 2005: Boża podszewka II jako staruszek na wrocławskim dworcu (gościnnie)
- 2005–2007: Magda M. jako sędzia (gościnnie)
- 2006: Inland Empire jako Janek
- 2007–2010: Barwy szczęścia jako Fryderyk Struzik, ojciec Marii Pyrki
- 2007: U Pana Boga w ogródku jako generał Świteź, wykładowca w szkole policyjnej
- 2007: Odwróceni jako filatelista (odc. 4)
- 2008: Mała Moskwa jako pan Władek, opiekun cmentarza
- 2010: Fenomen jako lekarz
- 2011: Wymyk